# Jun Maeda
Jun Maeda (麻枝 准 Maeda Jun?) es un escritor y músico japonés que trabaja para la compañía Key, de la cual es uno de sus fundadores, desempeñándose como escritor y compositor musical. Es originario de la Prefectura de Mie, Japón; estudió Psicología en la Universidad Chukyo (Chukyo Daigaku).
Maeda ha trabajado en títulos como Kanon, Charlotte, CLANNAD, Angel Beats!, Air, Little Busters! y Kami-sama ni Natta Hi. Además, es autor de una serie manga llamada Hibiki’s magic junto con la mangaka Rei Izumi.